# Simon Makienok
Simon Makienok Christoffersen (* 21. listopadu 1990, Næstved, Dánsko) je dánský fotbalista a reprezentant, který od roku 2020 hraje na postu útočníka v německém klubu FC St. Pauli.

## Klubová kariéra
Makienok působil v dánských klubech Herfølge BK a HB Køge. 28. ledna 2012 přestoupil do celku Brøndby IF, kde podepsal čtyřletý kontrakt a dostal dres s číslem 9. Debutoval 4. března v zápase proti SønderjyskE, kde nastoupil v základní sestavě. Brøndby zvítězilo 1:0. Poprvé v novém klubu skóroval 18. března 2012 proti domácímu FC Nordsjælland, kde jedním gólem přispěl k výhře Brøndby 2:1. 3. května 2012 vstřelil dva góly v utkání proti Silkeborg IF, čímž se výrazně podílel na vítězství 3:2. V listopadu 2012 získal ocenění Hráč měsíce v dánské lize.

## Reprezentační kariéra

### A-mužstvo
V A-týmu Dánska zažil debut v kvalifikačním utkání na MS 2014 s Českou republikou na Andrově stadionu v Olomouci 22. března 2013, kde Dánsko porazilo ČR 3:0. Makienok se dostal na hřiště v 84. minutě, kdy střídal střelce jednoho gólu Andrease Cornelia. Nastoupil i v dalším kvalifikačním utkání 26. března 2013 v Kodani proti hostujícímu Bulharsku, které skončilo remízou 1:1. Dánsko získalo z 5 zápasů jen 6 bodů a kleslo na čtvrté místo za Českou republiku. Trenér Morten Olsen poslal Simona Makienoka Christoffersena na hrací plochu v 86. minutě za Niki Zimlinga.